# Eskişehirspor
Eskişehirspor är en fotbollsklubb från Eskişehir, Turkiet. Erkan Zengin spelade i klubben mellan åren 2010 och 2015, samt åter från 2016.